# Picton (Nueva Zelanda)

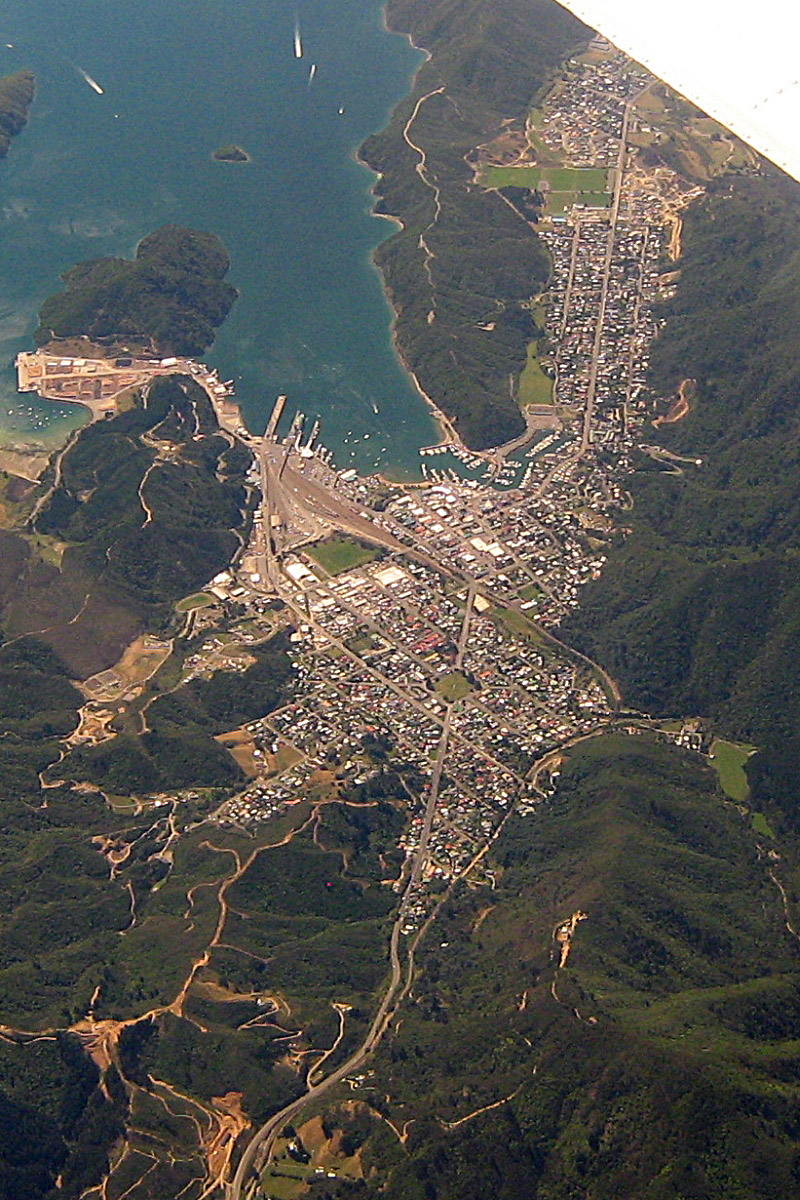
Vista aérea de Picton

Picton es una localidad neozelandesa de la región de Marlborough, en la Isla Sur. Está localizada en las proximidades de la cabecera del estrecho de Queen Charlotte a 25 km al norte de Blenheim y a 65 km al oeste de Wellington. Al nordeste limita con Waikawa, población considerada con frecuencia, parte contigua de la localidad.
De acuerdo con el censo de junio de 2016, tiene una población de 4.340 habitantes, siendo la segunda ciudad más poblada de la región tras Blenheim.

## Etimología
La localidad recibe el nombre de Sir Thomas Picton, militar asociado al Duque de Wellington y fallecido durante la Batalla de Waterloo.

## Transporte
La ciudad está considerada el núcleo principal de la red nacional de transporte. Conecta las carreteras de la isla y la red ferroviaria con ferries que ofrecen servicio desde el estrecho de Cook con Wellington y la Isla Norte